# Шевченковское (Криворожский район)
Шевче́нковское (укр. Шевченківське; до 2016 г. — Орджоники́дзе, до 1944 года — Моло́чное) — село, Шевченковский сельский совет, Криворожский район, Днепропетровская область, Украина.
Код КОАТУУ — 1221885901. Население по переписи 2001 года составляло 1140 человек.
Является административным центром Шевченковского сельского совета, в который, кроме того, входят сёла Высокое Поле, Зелёное Поле, Каменное Поле, Лесовое и Новопокровка.

## Географическое положение
Село Шевченковское находится на левом берегу реки Саксагань. Выше по течению на расстоянии в 1 км расположено село Каменное Поле, ниже по течению на расстоянии в 2,5 км расположено село Горняцкое (Криворожский городской совет), на противоположном берегу — город Кривой Рог. По селу протекает пересыхающий ручей с запрудой. Рядом проходит железная дорога, станция Саксагань в 2,5 км.

## История
- 1930 — дата основания как посёлка Молочное.
- 1944 — переименовано в посёлок Орджоникидзе.
- 1995 — присвоен статус села.
- 2016 — в рамках проводимой политики декоммунизации переименовано в Шевченковское.

## Объекты социальной сферы
- Школа I ст.
- Фельдшерско-акушерский пункт.